# Целінув (Ленчицький повіт)
Целінув (пол. Celinów) — село в Польщі, у гміні Ґрабув Ленчицького повіту Лодзинського воєводства.
Населення — 19 осіб (2011).
У 1975—1998 роках село належало до Конінського воєводства.

## Демографія
Демографічна структура станом на 31 березня 2011 року:
|          | Загалом | Допрацездатний вік | Працездатний вік | Постпрацездатний вік |
| -------- | ------- | ------------------ | ---------------- | -------------------- |
| Чоловіки | 9       | 0                  | 9                | 0                    |
| Жінки    | 10      | 0                  | 7                | 3                    |
| Разом    | 19      | 0                  | 16               | 3                    |